# Alfred Hoche
Alfred Erich Hoche (ur. 1 sierpnia 1865 w Wildenhain, zm. 16 maja 1943 w Baden-Baden) – niemiecki lekarz psychiatra i neurolog. 

## Życiorys
Profesor psychiatrii na Uniwersytecie Albrechta i Ludwika we Fryburgu. Był współautorem broszury Die Freigabe der Vernichtung lebensunwerten Lebens (Zezwolenie na niszczenie życia pozbawionego wartości, 1920), która posłużyła jako teoretyczne uzasadnienie dla zagłady chorych psychicznie w III Rzeszy.
Uważał, że należy usunąć ze społeczeństwa osoby „duchowo martwe”, niezdające sobie sprawy z własnej osobowości. Zabicie takiego chorego nie jest równoznaczne z zabójstwem normalnego człowieka, gdyż życie duchowe takiego człowieka nie istnieje, może być porównane z odczuciami niższych zwierząt. Zabicie umysłowo chorego nie jest aktem kryminalnym, a aktem oczyszczenia środowiska, gdyż usuwa wszystkie szkodliwości. Hoche propagował eutanazję jako metodę oczyszczania się społeczeństwa.
Te poglądy Hochego zostały wykorzystane przez hitlerowców do masowych mordów ludzi uznanych za „pozbawionych ducha”, niezdolnych do normalnego życia (Akcja T4). Był to więc masowy mord na chorych w oparciu o mało sprecyzowane metody eutanazji. Uważa się, że w ten sposób zginęło śmierci około stu tysięcy psychicznie chorychPrzyjaciółka, uczennica i wydawca Thilde Marchionini-Soetbeer twierdziła, że Hoche nie zdawał sobie sprawy z konsekwencji swoich postulatów.
Alfred Hoche zmarł 16 maja 1943. Okoliczności śmierci nie są jasne. Wieczorem 13 maja był razem z przyjaciółmi na koncercie Schuberta w Baden-Baden, kiedy źle się poczuł. Następnego dnia rano jego służąca znalazła go nieprzytomnego w łóżku. Z zostawionego listu wynika że planował samobójstwo.